# Sphacelodes floridensis
Sphacelodes floridensis là một loài bướm đêm trong họ Geometridae.